# Svendborg Tekniske Gymnasium
Svendborg Tekniske Gymnasium, eller HTX Svendborg, tilbyder en HTX-uddannelse.
Afdelingen ligger i den vestlige del af Svendborg, og hører under Erhvervsgymnasiet i Svendborg, der igen er en afdeling under Svendborg Erhvervsskole & Gymnasier  – den største uddannelsesinstitution på Sydfyn.

## Historie
I Svendborg startede HTX i 1990 som en 2årig uddannelse på den daværende Svendborg Tekniske skole. Fra 1995 blev uddannelsen en 3årig gymnasial uddannelse. I 1998 flyttede Svendborg Tekniske Gymnasium i egne bygninger på Ryttervej i Svendborg.
Svendborg Tekniske skole og Svendborg Handelsskole blev fusioneret i 2004, og i august 2007 flyttede Teknisk Gymnasium til nye bygninger på Skovsbovej 43 ved siden af Handelsgymnasiet.

## IT på skolen
Teknisk Gymnasium havde fra august 2000 til 2008 en ordning hvor elever kunne leje en bærbar PC til brug i undervisningen. I dag tilbyder gymnasiet ikke den ordning mere, da de fleste elever ønsker at bruge deres egen PC i undervisningen. 
Gymnasiet har gennem EFIF-samarbejdet adgang til en Officepakke med mail og kalender. 
Der anvendes og undervises i en lang række fagrelevante programmer fx i matematik, kemi og kommunikation-it. Der tilstræbes at det er forståelsen af de faglige problestillinger og ikke softwarens faciliteter der har fokus.

## Internationalt
Siden 1998 har skolen haft et samarbejde med Itasca Community College i Grand Rapids, Minnesota i USA. Samarbejdet betyder at studerende kan få lov at gennemføre nogle måneder i starten af 2. år i USA.
Under studietiden i USA er der en lærer med fra skolen, men det meste af undervisningen foregår på engelsk med amerikanske lærere.

Samarbejdet betyder også at der hvert forår kommer et hold studerende fra Itasca Community College, som så modtager undervisning på skolen.